# 15576 Munday
15576 Munday eller 2000 GK68 är en asteroid i huvudbältet som upptäcktes den 5 april 2000 av LINEAR i Socorro County, New Mexico. Den är uppkallad efter Emily S. Munday.
Asteroiden har en diameter på ungefär 3 kilometer och den tillhör asteroidgruppen Koronis.